# Camping de Nāmakanipaio
Le camping de Nāmakanipaio, en anglais Nāmakanipaio Campground, est un terrain de camping des États-Unis situé à Hawaï, au sommet du Kīlauea. C'est l'un des deux campings situés à l'intérieur du parc national des volcans d'Hawaï avec celui de Kulanaokuaiki,. Il accueille des emplacements mais aussi dix bungalows, le tout géré par le Volcano House, le seul hôtel du parc national situé un peu plus à l'est, sur le rebord de la caldeira,,.
Le camping de Nāmakanipaio est accessible par la route via la Hawaii Route 11 ou à pied via un petit sentier de 800 mètres de longueur connecté au Crater Rim Trail et débutant à l'observatoire volcanologique d'Hawaï et au Jaggar Museum. Il est situé à 1 198 mètres d'altitude. Le site est libre d'accès mais sous condition d'avoir payé les droits d'entre du parc national des volcans d'Hawaï et dans la limite de 7 jours par mois et de 30 jours par an,. Les emplacement enherbés se trouvent sous une forêt d'eucalyptus et d'ʻōhiʻa. Il dispose de points d'eau, de tables de pique-nique et d'emplacements réservés aux feux de camp pour limiter le risque d'incendie,.

Carte topographique de la caldeira du Kīlauea avec le camping de Nāmakanipaio au nord-ouest, de l'autre côté de la Hawaii Route 11.